# Krótkonos
Krótkonos (Isoodon) – rodzaj niewielkich ssaków z podrodziny jamrajów (Peramelinae) w obrębie rodziny jamrajowatych (Peramelidae).

## Rozmieszczenie geograficzne
Rodzaj obejmuje gatunki występujące w Australii i Papui-Nowej Gwinei.

## Morfologia
Długość ciała 19–47 cm, długość ogona 8,4–21,5 cm; masa ciała 0,25–3,1 kg; samce są znacznie większe i cięższe od samic.

## Systematyka
Rodzaj zdefiniował w 1817 roku francuski zoolog Anselme Gaëtan Desmarest w haśle Isoodon opublikowanym w Nowym słowniku historii naturalnej mającym zastosowanie w sztuce, rolnictwie, gospodarce wiejskiej i krajowej, medycynie itp.. Gatunkiem typowym jest (oznaczenie monotypowe)  krótkonos brązowy (I. obesulus).

### Etymologia
- Isoodon: gr. ισος isos ‘równy, podobny’; οδους odous, οδοντος odontos ‘ząb’[10].
- Thylacis: gr. θυλαξ thulax, θυλακος thulakos ‘kieszonka, woreczek’[11].

### Podział systematyczny
Do rodzaju należą następujące gatunki:
| Grafika | Gatunek             | Autor i rok opisu   | Nazwa zwyczajowa        | Podgatunki         | Rozmieszczenie geograficzne | Podstawowe wymiary                                 | Status IUCN |
| ------- | ------------------- | ------------------- | ----------------------- | ------------------ | --- | -------------------------------------------------- | ----------- |
|         | Isoodon obesulus    | (G.K. Shaw, 1797)   | krótkonos brązowy       | 3 podgatunki       | endemit Australii: Nowa Południowa Walia, Wiktoria, kontynentalna Australia Południowa, Wyspa Kangura, Wyspy Nuyts i Tasmania | DC: 28–36 cm DO: 9–14,5 cm MC: 0,4–1,8 kg          | LC          |
|         | Isoodon fusciventer | (J.E. Gray, 1841)   |                         | gatunek monotypowy | endemit Australii: południowo-zachodnia Australia Zachodnia | DC: 28–36 cm DO: 9–14,5 cm MC: 0,4–1,8 kg          | NE          |
|         | Isoodon peninsulae  | O. Thomas, 1922     |                         | gatunek monotypowy | endemit Australii: północny Queensland (półwysep Jork) | DC: brak danych cm DO: brak danych MC: brak danych | NE          |
|         | Isoodon auratus     | (E.P. Ramsay, 1887) | krótkonos złocisty      | 3 podgatunki       | endemit Australii: Australia Zachodnia (północno-zachodnia część regionu Kimberley oraz kilka wysp) i Terytorium Północne (Ziemia Arnhema i wyspa Marchinbar); introdukowany na kilka wysp                                               | DC: 19–29 cm DO: 8,4–12,1 cm MC: 300–670 g         | VU          |
|         | Isoodon macrourus   | (J. Gould, 1842)    | krótkonos wielkoogonowy | 3 podgatunki       | Australia (północna Australia Zachodnia, północne Terytorium Północne, Queensland na południe do środkowo-wschodniej Nowej Południowej Walii włącznie wieloma wyspami) i południowa Papua-Nowa Gwinea; zakres wysokości: 0–1200 m n.p.m. | DC: 30–47 cm DO: 8–21 cm MC: 0,5–3,1 kg            | LC          |

Kategorie IUCN:  LC  – gatunek najmniejszej troski,  VU  – gatunek narażony;  NE  – gatunki niepoddane jeszcze ocenie.